# Anopyxis klaineana
Anopyxis klaineana là một loài thực vật hạt kín thuộc chi Anopyxis của họ Rhizophoraceae. Loài này có ở Cameroon, Cộng hòa Congo, Bờ Biển Ngà, Ethiopia, Ghana, Liberia, Nigeria, Sierra Leone, và Sudan.